# Friedrich Schierholz
Johann Georg Friedrich Schierholz (Frankfurt am Main, 27 april 1840 - Frankfurt, 2 februari 1894) was een Duits beeldhouwer.
De meeste van zijn beeldhouwwerken staan in Frankfurt, waaronder beelden van de filosoof Arthur Schopenhauer en een beeld op de bron op de Römerberg.   Verscheidene werken werden in 1944 door bombardementen verwoest.  Het beeld op de bron is hersteld.
In Nederland is Schierholz bekend van het beeld van de Amsterdamse Stedemaagd, dat in 1883 in het toegangshek van het Vondelpark aan de Stadhouderskade werd geplaatst.  Dit beeld van zacht Luxemburgs zandsteen werd daar in 2009 weggehaald omdat het ernstig was verweerd.  In 2010 werd een kopie, van het hardere Bentheimer zandsteen, op deze plek geplaatst.  Na restauratie werd het oorspronkelijke beeld van Schierholz in 2014 bij een ingang van het Amsterdamse Bos geplaatst.
- Gemeinsame Normdatei: 117230022
- Virtual International Authority File: 22913741
- WorldCat: E39PBJv4j6q4wR6YXb8TfwTPwC